# Cássio (football, 1983)
Pour les articles homonymes, voir Cassio.
Cássio Vargas Barbosa dit Cássio, né le 25 décembre 1983 à Porto Alegre (Brésil), est un footballeur brésilien, qui évoluait au poste d'attaquant.

## Biographie
Il commence à jouer au Brésil, au Corinthians Alagoano, puis vient s'expatrier durant plusieurs saisons au Portugal.
Au Portugal, il joue successivement en faveur du FC Maia, du Desportivo Chaves, du CD Nacional puis de l'União Leiria.

## Palmarès
- Liga Vitalis  (D2 portugaise) :
  - Vice-champion en 2009 (UD Leiria).

## Statistiques
À l'issue de la saison 2011-2012
- 8 matchs en Ligue Europa / Coupe de l'UEFA
- 63 matchs et 17 buts en 1re division portugaise
- 60 matchs et 37 buts en 2e division portugaise
- 30 matchs et 7 buts en 1re division roumaine